# Manuel Villela
Manuel Segundo Villela Borges (Santiago, 1796 – Santiago, 1862) fue diputado representando a San Fernando en la Asamblea Provincial de Colchagua de 1829.

## Biografía
Fue bautizado a los siete días de edad, en la iglesia San Lázaro, de Santiago, el 6 de junio de 1796. Se radicó en Colchagua donde se dedicó a la agricultura. Se casó en primeras nupcias con Mercedes Tapia, quien falleció el 22 de marzo de 1827, de 25 años. En ese matrimonio hubo dos hijos: Dolores y Mercedes.
En 1829 fue elegido diputado representando a San Fernando, en la Asamblea Provincial de Colchagua.
En 1833 era vecino de Cáhuil, el 6 de septiembre de 1833  se casó en la parroquia de Santa Cruz, Colchagua, con Micaela Herrera Reyes, de la familia Hernández de Herrera, dueña de la hacienda de Reto, con quien tuvo 19 hijos (3).